# Ngành (quản trị kinh doanh)
Ngành là một trong những khái niệm khởi đầu và căn bản của môn kinh tế học, quản trị chiến lược.
Tập hợp các sản phẩm cùng loại hoặc cùng chức năng sử dụng.
Tập hợp các doanh nghiệp sản xuất ra các sản phẩm cùng loại hoặc cùng chức năng sử dụng.